# Ekomisja Leśniczego Hamzy
Ekomisja Leśniczego Hamzy (ang. Ranger Hamza’s Eco Quest) – brytyjski program popularnonaukowy skierowany do widowni w wieku przedszkolnym. Prowadzi go Hamza Yassin (w wersji polskiej Mateusz Narloch).
Za produkcję i dystrybucję programu odpowiada BBC.

## Opis formatu
Leśniczy Hamza i jego młodzi pomocnicy w każdym odcinku odkrywają jedno ze zjawisk naturalnych i poznają funkcje, jakie pełni ono w ekosystemie. W przyrodzie wszystko odgrywa ważną rolę w zrównoważonym rozwoju planety. Wodorosty mają zdolność do usuwania toksyn z wody morskiej, żołędzie są pożywieniem dla zwierząt. Wiatr, ptaki i prądy morskie to kolejni pożyteczni bohaterowie, których znaczenie leśniczy wyjaśnia dzieciom. Proste i zabawne animacje ciekawie ilustrują przedstawiane fakty oraz ciekawostki przyrodnicze.

## Emisja i streaming
W Wielkiej Brytanii program ten emitowany jest na antenie CBeebies od 22 sierpnia 2022 roku. Wszystkie odcinki można oglądać tam także w serwisie BBC iPlayer.
W Polsce program ten także pokazuje CBeebies, z polskim dubbingiem, począwszy od 24 października 2022 roku. Odcinki w wersji polskiej dostępne są w usłudze BBC Player udostępnianej za pośrednictwem Canal+ online.